# ناحیه مذیخرة
ناحیهٔ مذیخرة (به عربی: مدیریة مذیخرة) یک ناحیه در یمن است که در استان اب واقع شده‌است. ناحیهٔ مذیخرة ۷۷٬۸۳۵ نفر جمعیت دارد.